# Liste von Persönlichkeiten der Stadt Schwelm
Diese Liste von Persönlichkeiten der Stadt Schwelm umfasst die Ehrenbürger, Söhne und Töchter der Stadt sowie weitere Persönlichkeiten mit Bezug zur Stadt.

## Bürgermeister

### 20. Jahrhundert
- 1946–1948: Otto Klode (SPD)
- 1948–1951: Ernst Lambeck (CDU)
- 1951–1963: Heinrich Homberg (SPD)
- 1963–1964: Wilhelm Wiesemann (CDU)
- 1964–1970: Heinrich Homberg (SPD)
- 1970–1975: Horst Stadie (SPD)
- 1975–1977: Egon Pohlmann (FDP)
- 1977–1999: Rainer Döring (SPD)

### 21. Jahrhundert
- 1999–2009: Jürgen Steinrücke (CDU)
- 2009–2015: Jochen Stobbe (SPD)
- 2015–2020: Gabriele Grollmann-Mock (parteilos)
- seit 2020: Stephan Langhard (parteilos)

## Ehrenbürger
- 04. April 1891: Wilhelm Tobien (* 26. Januar 1837; † 10. September 1911), Heimatforscher
- 18. Januar 1921: Julius Möller (* 8. Januar 1851; † 2. Februar 1926), Sanitätsarzt
- 31. Juli 1926: Carl vom Hagen (* 1. Januar 1856; † 18. Juli 1940), Branddirektor
- 22. September 1936: Max Klein (* 2. September 1861; † 28. Januar 1949), Inhaber städtischer Ehrenämter
- 13. Mai 1939: Viktor Lutze (* 28. Dezember 1890; † 2. Mai 1943), Stabschef der SA, Ehrenbürgerschaft post mortem aberkannt am 25. August 1983[1]
- 15. April 1954: Emil Böhmer (* 5. April 1884; † 27. Februar 1966), Heimatforscher
- 07. September 1969: Gustav Heinemann (* 23. Juli 1899; † 7. Juli 1976), Politiker, Bundespräsident 1969–74
- 19. Januar 2006: Wilhelm Friedrich Erfurt (* 1930), Unternehmer

## In Schwelm geborene Personen
- 1417, Frowin von Swelme, Ritter († 1492)
- 1439, Gottschalk von Swelme, Ratsherr in Köln († 1502)
- 1441, Johann von Swelme, Ritter († 1498)
- 1448, Johannes von Swelme, Abt des Klosters Schönau († 1510)
- 1649, Franz Philipp Florinus, Theologe und Autor († 1699)
- 1725, Johann Wilhelm Bernhard von Hymmen, Jurist, Autor und Dichter († 1787)
- 1783, Theodor Sternenberg, deutscher Kaufmann und Politiker, Bürgermeister von Schwelm
- 1803, Carl Wilhelm Sternenberg, deutscher Kaufmann und Politiker
- 1807, Carl Georg Wever, Jurist und preußischer Generalstaatsanwalt († 1884)
- 1834, Hugo Erfurt, Erfinder der Raufasertapete († 1922)
- 1841, Emil Schemmann, Hütteningenieur († 1916)
- 1843, August Wilhelm Sternenberg, deutscher Kaufmann und Politiker
- 1845, August Sternenberg, deutscher Kaufmann und Politiker
- 1846, Ludwig Weber, evangelischer Theologe und Sozialreformer († 1922)
- 1855, Ludwig Holle, preußischer Kulturminister († 1909)
- 1858, Friedrich Springorum, Politiker, Mitglied des Preußischen Herrenhauses († 1938)
- 1859, August Dicke, Oberbürgermeister und Ehrenbürger von Solingen († 1929)
- 1859, Hugo Miethe, Hüttendirektor in Rombach und Mitglied der ersten Kammer des Landtags des Reichslandes Elsaß-Lothringen
- 1863, Alexander Wulff, Reichsbahnbeamter
- 1868, Paul Weber, Kunsthistoriker und Denkmalpfleger († 1930)
- 1869, Alfred Geiser, Philologe († 1938)
- 1872, Paul Faust, Orgelbauer († 1953)
- 1879, Josef Schlichter, Ingenieur und Unternehmer († 1952)
- 1880, Paul Rondholz, Jesuit, Priester und Autor († 1967)
- 1883, Wilhelm Heute, Schriftsteller und Heimatdichter († 1935)
- 1888, Fritz Helling, Reformpädagoge, Initiator des Schwelmer Kreises († 1973)
- 1892, Hans Mehrtens, Architekt († 1976)
- 1896, Walter Stein, SS-Oberführer und Polizeipräsident († 1985)
- 1897, Günther Thaer, Schriftsteller († 1987)
- 1898, Wilhelm Göcke, Lagerkommandant der KZ Warschau und Kauen († 1944)
- 1899, Gustav Heinemann, Bundespräsident († 1976)
- 1901, Wilhelm Hasenack, Wirtschaftswissenschaftler († 1984)
- 1905, Heinrich Schmeißing, Politiker († 1979)
- 1911, Martha Kronenberg, Brotverkäuferin und Judenhelferin († 2009)
- 1911, Johannes Klevinghaus, Theologe († 1970)
- 1914, Werner Albring, Ingenieur († 2007)
- 1917, Karl-Friedrich Küpper, Journalist und Schriftsteller
- 1924, Rolf Meyer, Politiker, Mitglied des Landtags von Nordrhein-Westfalen († 2006)
- 1926, Johannes Joachim Degenhardt, Kardinal und Erzbischof († 2002)
- 1927, Friedrich Jakob Lucas, Historiker, Didaktiker und Hochschullehrer († 1974)
- 1930, Wilhelm Erfurt, Tapetenfabrikant
- 1931, Franz Josef Degenhardt, Liedermacher und Schriftsteller – stellte in einigen seiner Lieder z. B. Spiel nicht mit den Schmuddelkindern und Büchern Zündschnüre das Leben in Schwelm dar († 2011)
- 1932, Peter Conradi, Politiker, Mitglied des Bundestages († 2016)
- 1932, Eleonore Kötter, Malerin und Grafikerin († 2017)
- 1932, Leonhard Kuckart, Politiker († 2020)
- 1933, Rolf Berger, Jurist, Ministerialdirigent, Präsident der Technischen Universität Berlin
- 1933, Erich Bitter, Radrennfahrer, Autorennfahrer und Unternehmer († 2023)
- 1935, Dorothee Fürstenberg, Opernsängerin († 2015)
- 1934, Hans Büschgen, Wirtschaftswissenschaftler († 2019)
- 1936, Manfred Krill, Neurologe, Psychoanalytiker und Psychiater
- 1938, Manfred Eichel, Journalist, Filmemacher und Hochschullehrer
- 1938, Erich Kamp, Politiker († 1992)
- 1939, Dietrich Rauschtenberger, Autor, Schauspieler und Musiker
- 1940, Antje Krug, Klassische Archäologin
- 1941, Hans Martin Corrinth, Kirchenmusiker, Komponist und Hochschullehrer († 2022)
- 1941, Friedrich Niewöhner, Philosophiehistoriker († 2005)
- 1941, Jürgen Thumann, Präsident des Bundesverbandes der Deutschen Industrie († 2022)
- 1942, Frank Gustav Beucker, Politiker
- 1942, Willfried Maier, Politiker
- 1944, Siegfried W. Lunau, Bildhauer und Maler († 2013)
- 1944, Klaus Peter Schmitz, Autor und Heimatforscher († 2020)
- 1948, Martin Grötschel, Mathematiker
- 1949, Michael Eckhardt, Bürgermeister von Ennepetal 1998–2009
- 1950, Rolf Rüssmann, Fußballspieler und Manager († 2009)
- 1952, Wolfgang U. Eckart, Professor der Medizingeschichte († 2021)
- 1953, Franz-Michael Deimling, Musikpädagoge und Komponist
- 1953, Christa Hasselhorst, Journalistin und Sachbuchautorin
- 1953, Till Hausmann, Bildhauer
- 1954, Burkhard Dietz, Historiker, Publizist und Kulturmanager
- 1955, Wilhelm Wiggenhagen, Bürgermeister von Ennepetal 2009–2015
- 1958, Friedrich Hermanni, Professor für Systematische Theologie
- 1958, Hartmut Ziebs, Präsident des Deutschen Feuerwehrverbandes seit 2016[2]
- 1959, Martin Assig, Bildender Künstler
- 1959, Judith Kuckart, Schriftstellerin
- 1959, Heiko Schulz, Theologe und Hochschullehrer
- 1960, Thomas Schirrmacher, Theologe und Ethiker
- 1961, Uwe Komischke, Solotrompeter
- 1961, Udo Stichling, Präsident des Deutschen Dachverbandes für Geoinformation seit 2008[3]
- 1962, Klaus-Dieter Maubach, CEO bei Uniper
- 1965, Bernd Moss, Schauspieler
- 1968, Burkhard Wetekam, Schriftsteller und Journalist
- 1969, Xenia Matschke, Wirtschaftswissenschaftlerin
- 1971, Judith Becker, evangelische Kirchenhistorikerin
- 1972, Kerstin Landwehr, Kinderbuchautorin
- 1972, Torsten Schmidt, Radrennfahrer
- 1975, Mirko Bernau, Handballspieler und -trainer
- 1976, Miriam Czock, Mediävistin († 2020)
- 1979, Tim Neuhaus, Schlagzeuger und Singer-Songwriter
- 1981, Olivia Luczak, Amateurboxerin
- 1988, Marcel Appiah, Fußballspieler
- 1989, Andreas Sander, Skirennläufer

## Bekannte Einwohner und mit Schwelm verbundene Persönlichkeiten
- Saraswati Albano-Müller (* 1933 in Benares, Indien; † 2024), Veranstalterin und Brückenbauerin zwischen den Kulturen, lebte und wirkte seit 1962 in Schwelm
- Jutta Appelt (* 1939 in Greding), Politikerin und Leiterin des Schulkindergartens an der Grundschule Möllenkotten
- Johann Daniel Bever (* 1790; † 1860 in Schwelm), Fabrikant und Mitglied des Vorparlaments
- Walther Bever-Mohr (* 1901 in Düsseldorf; † 1955 in Schwelm), Schmalfilmer und Präsident des Bundes der deutschen Filmamateure (BDFA)
- Rainer Budde (* 1948 in Wuppertal), ehemaliger Fußballspieler in der Bundesliga
- August Disselhoff (* 1829 in Soest; † 1903 in Allstedt), Pfarrer in Schwelm von 1855 bis 1865
- Emilie Kiep-Altenloh (* 1888 in Voerde (Westfalen); † 1985 in Hamburg), leitete ab 1914 das Kreis-Ernährungsamt in Schwelm
- Hans-Robert Knoespel (* 1915; † 1944 auf Spitzbergen), Ornithologe und Polarforscher, in Schwelm aufgewachsen
- August Müller (* 1817 in Moers, † 1896 in Schwelm), Fabrikant und Gründer des Schwelmer Eisenwerk Müller & Co.[4]
- Friedrich Christoph Müller (* 1751 in Allendorf an der Lumda; † 1808 in Schwelm), Theologe und Kartograph, lebte von 1785 bis zu seinem Tod in Schwelm
- Johann Heinrich Christian Nonne (* 1785 in Lippstadt; † 1853 in Schwelm), Dichter, Pfarrer und Theologe, ab 1815 in Schwelm tätig
- Helene Simon (* 1862 in Düsseldorf; † 1947 in London), Soziologin und Mitbegründerin der Arbeiterwohlfahrt, lebte und wirkte zeitweise in Schwelm
- Ernst Zimmermann (* 1854 in Menden; † 1923 in Nagold), Lehrer an der Volksschule, baute eine umfangreiche Fossiliensammlung des Schwelmer Kalks auf, die vom Heimatverein übernommen wurde